# A la cantonada (pel·lícula de 2018)
A la cantonada (alemany: In den Gängen) és una pel·lícula dramàtica alemanya del 2018, dirigida per Thomas Stuber, que tracta sobre la vida de la gent que omple prestatges en un supermercat fora de la ciutat. Va ser seleccionat per competir per l'Os d'Or a la secció de competició principal del 68è Festival Internacional de Cinema de Berlín, on va guanyar el Premi del Jurat Ecumènic. S'ha doblat i subtitulat al català.

## Repartiment
- Franz Rogowski com a Christian
- Sandra Hüller com a Marion
- Peter Kurth com a Bruno
- Henning Peker com a Wolfgang
- Ramona Kunze-Libnow com a Irina
- Andreas Leupold com a Rudi
- Sascha Nathan com a Johnny
- Michael Specht com a Paletten-Klaus
- Matthias Brenner com a Jürgen